# Opel Kadett A
Der Kadett A von Opel war das erste Modell der bis heute produzierten Pkw-Baureihe Kadett/Astra. Das seinerzeit zur unteren Mittelklasse zählende Modell war einschließlich Motor völlig neu konstruiert. Der Typ wurde ab 1962 im dafür neu errichteten Opel-Werk Bochum gefertigt. Im September 1965 löste ihn der Kadett B ab.

## Modellgeschichte

### Allgemeines

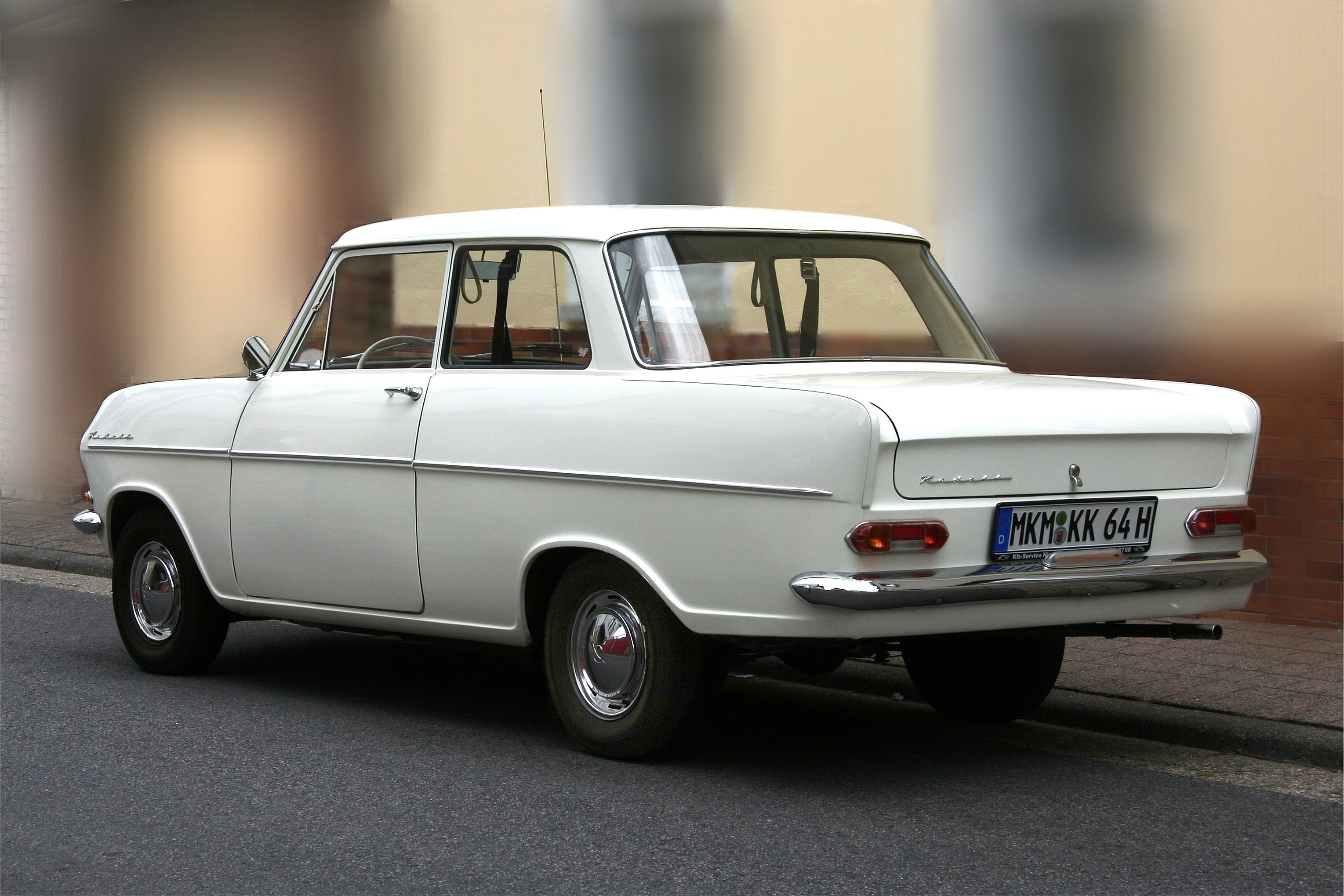
Heckansicht

Mit diesem Modell ließ Opel den alten Namen Kadett wieder aufleben. Bereits vor dem Zweiten Weltkrieg war von Herbst 1936 bis Mitte 1940 ein Opel Kadett in Rüsselsheim produziert worden.
1957 erhielt Karl Stief (von 1934 bis 1959 Opel-Chefkonstrukteur) aus der US-Zentrale des Opel-Mutterkonzerns General Motors den Auftrag, einen „perfekten Anti-VW“, gemeint war der VW Käfer, zu konstruieren. Stief trieb mit seinen Assistenten Hans Mersheimer (Karosserie) und Werner K. Strobel (Motor und Fahrwerk) die Entwicklungsarbeiten so heimlich voran, dass kaum etwas über die Entwicklungsgeschichte des Kadett A bekannt geworden ist. Erst beim Baubeginn des neuen Opel-Werkes Bochum 1960 erfuhr die Öffentlichkeit, dass Opel an einem neuen Kleinwagen arbeitete. Die Zeitschrift „das Auto Motor und Sport“ kündigte den neuen Kadett im Januar 1962 für „unterhalb 5000 Mark“ an. Am 20. August 1962 wurde das Auto der Presse vorgestellt. Im September wurden Preise ab 5075 DM (L-Version: 5525 DM) genannt – knapp 100 DM über dem VW 1200. Inflationsbereinigt in heutiger Währung entsprechen dies 13.400 bzw. 14.600 Euro. Die Produktion begann am 10. Oktober 1962.
Das ab September 1962 hergestellte sportliche Coupé zum Preis von 5775 DM trug dazu bei, Opel vom biederen „Hosenträger-Image“ der 1950er-Jahre zu befreien. 53.468 Coupés verließen das Bochumer Werk.
Der ab März 1963 gebaute Caravan 1000 für 5445 DM ist das heute in Deutschland seltenste Modell der Kadett-A-Reihe. Viele wurden exportiert, der Rest als „Arbeitstiere“ im Alltag verschlissen. Mit dem luxuriös ausgestatteten Kadett A Caravan 1000 „Privat“ verlor der Kombi seinen Ruf als schmuddeliges Handwerkerauto und wurde zur praktischen Familienlimousine mit großem Laderaum.

### Karosserie
Mit dem Kadett wollte Opel zum VW-Konzern in Konkurrenz treten, der mit dem konzeptionell veralteten VW Käfer den Markt beherrschte. Dazu bot der Kadett den Insassen deutlich mehr Platz in seiner modernen selbsttragenden Karosserie mit besserer Sicht und einem größeren Kofferraum. Außerdem war er kürzer und leichter. Allerdings war der Kadett im Gegensatz zum Käfer nur für vier Personen zugelassen.
Vom Kadett A wurden keine Vier- oder Fünftürer gebaut. Diese gab es auf Wunsch erst beim Nachfolger Kadett B.
Allerdings stieß die Formgestaltung auf geteiltes Echo, sie wurde als konservativ bis unausgeglichen eingeschätzt. Beteiligt an diesem Eindruck waren die ungewöhnlich kleinen 12″-Räder, die jedoch einen geräumigen Fondbereich ohne hineinragende Radkästen ermöglichten. Dennoch verkaufte sich der Kadett besser als der Ford P4. Später zeigte sich eine enorme Rostanfälligkeit, sodass der Kadett A trotz großer Stückzahlen schon Mitte der 1970er Jahre – im Gegensatz zu gleich alten VW-Käfern – aus dem deutschen Straßenbild weitgehend verschwunden war.

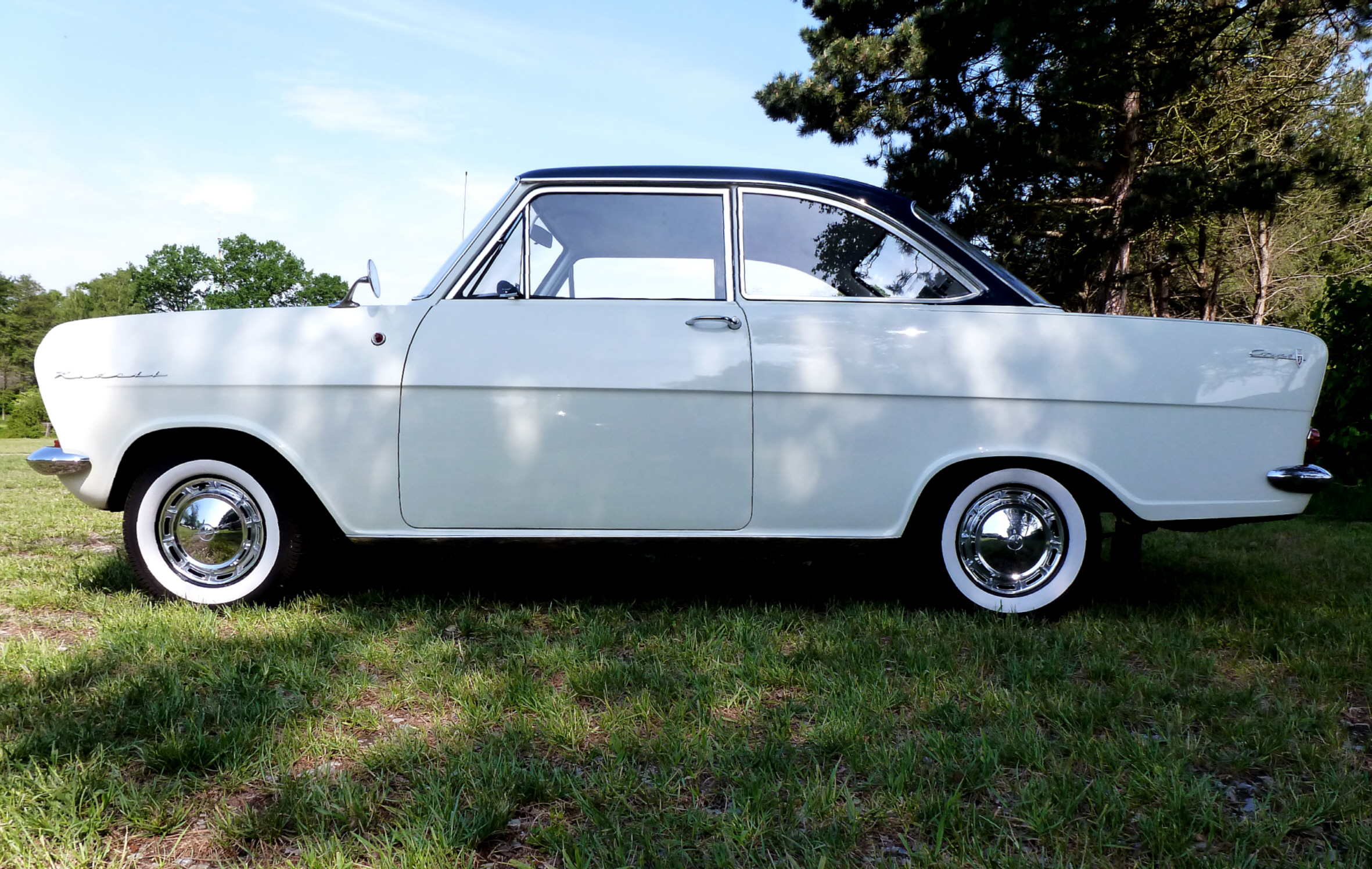
Opel Kadett Coupé (1962–1965)
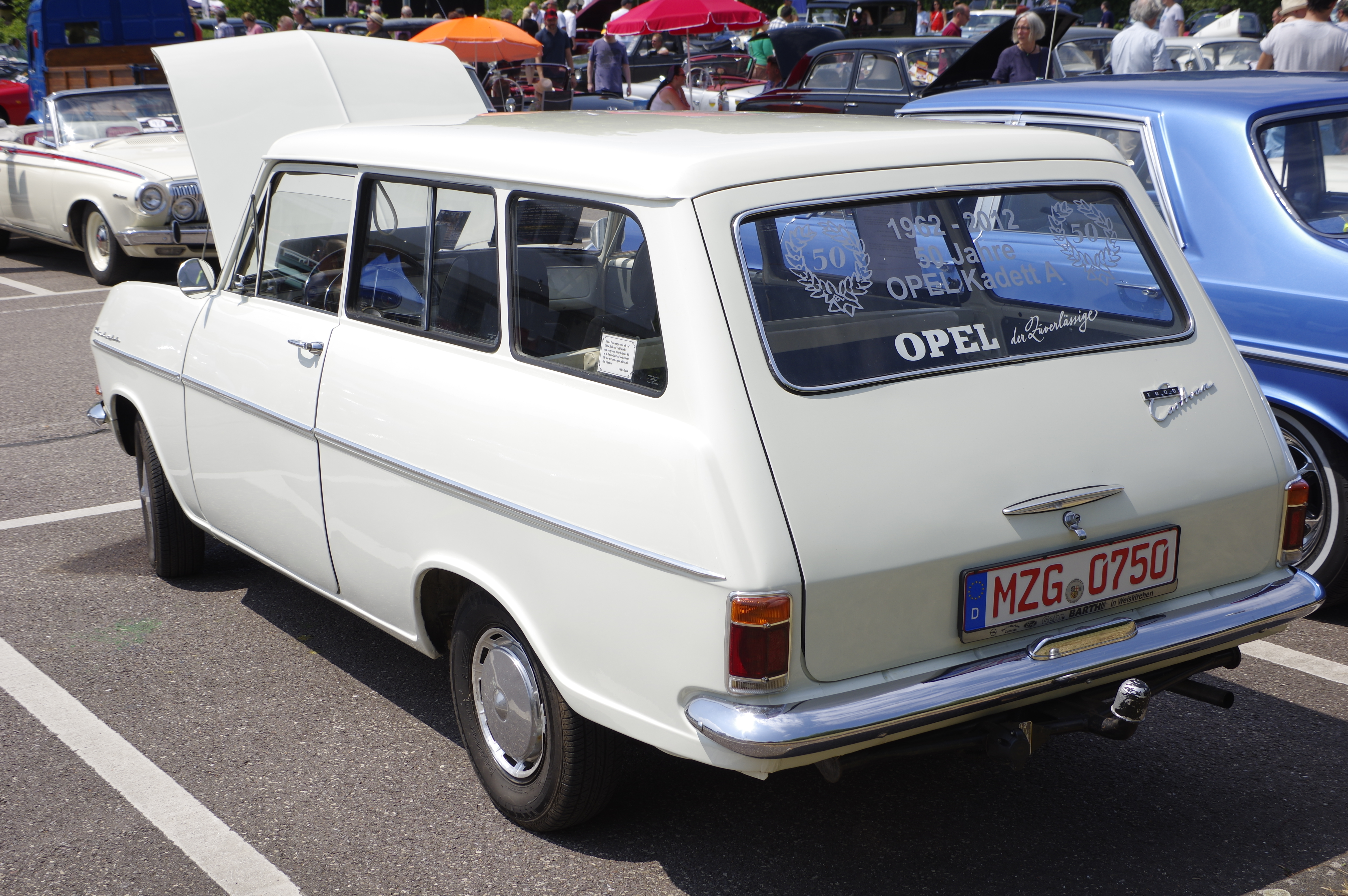
Opel Kadett A Caravan (1963)
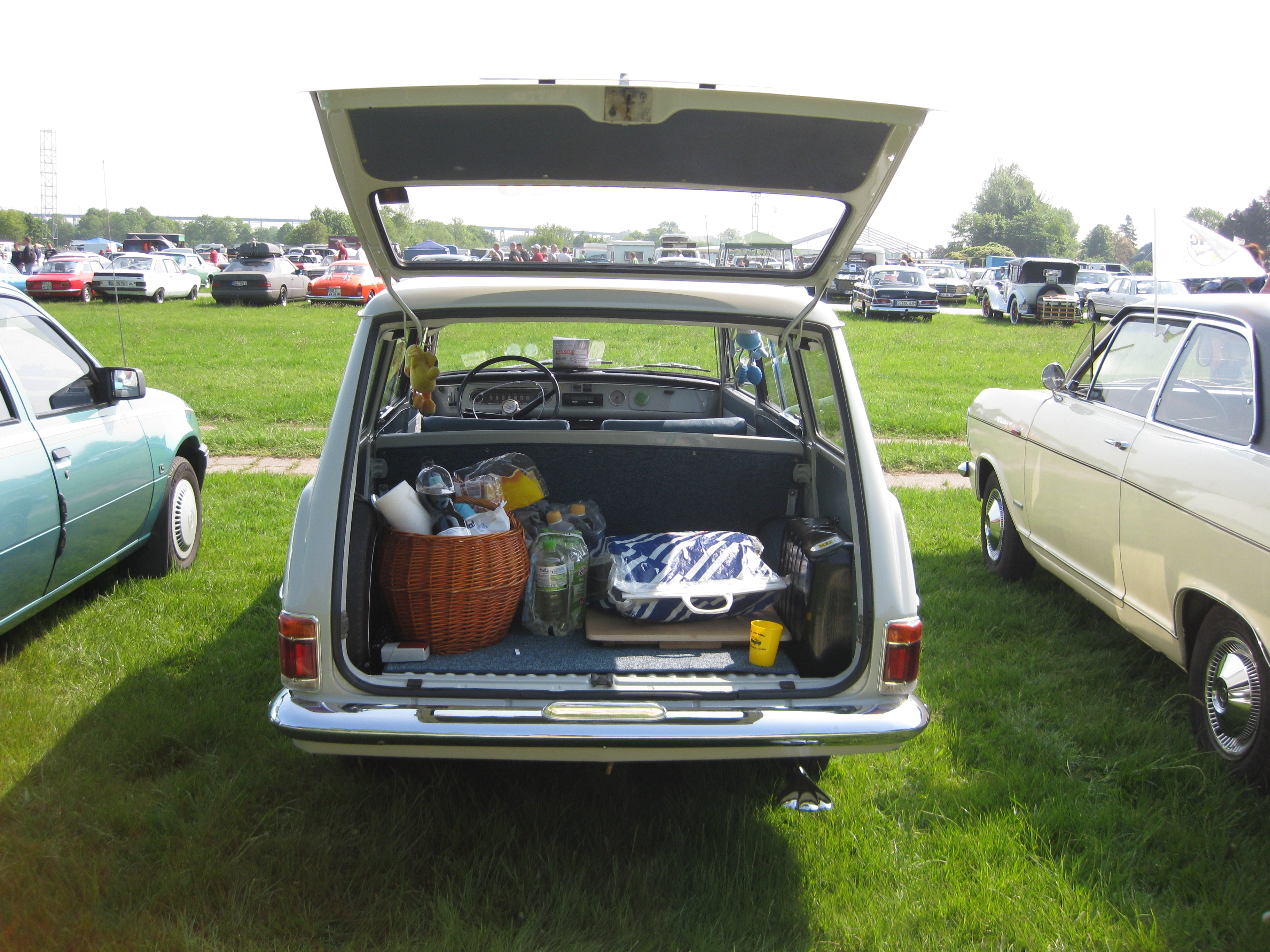
Blick in den Caravan
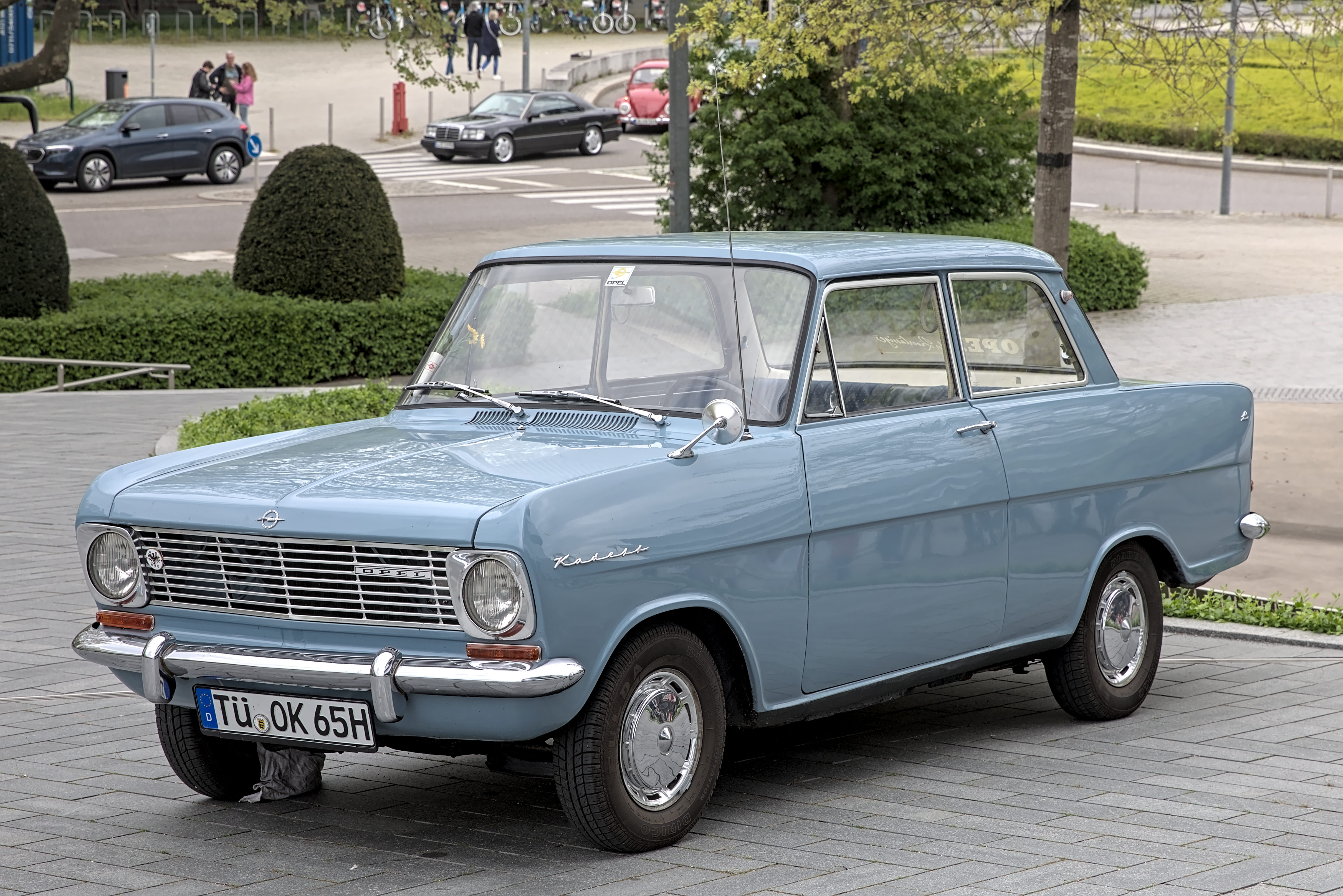
Opel Kadett L (1964–1965)
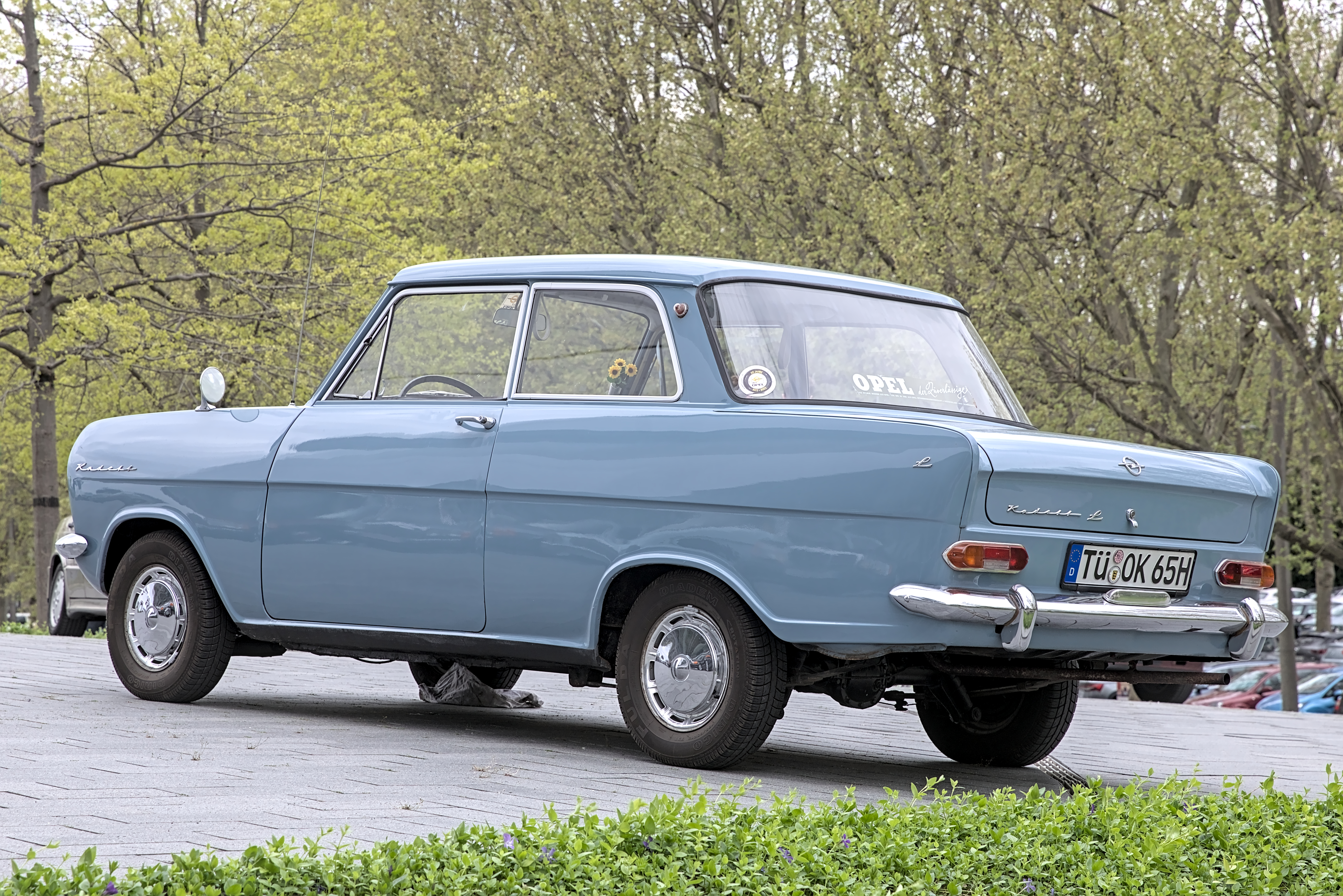
Heckansicht
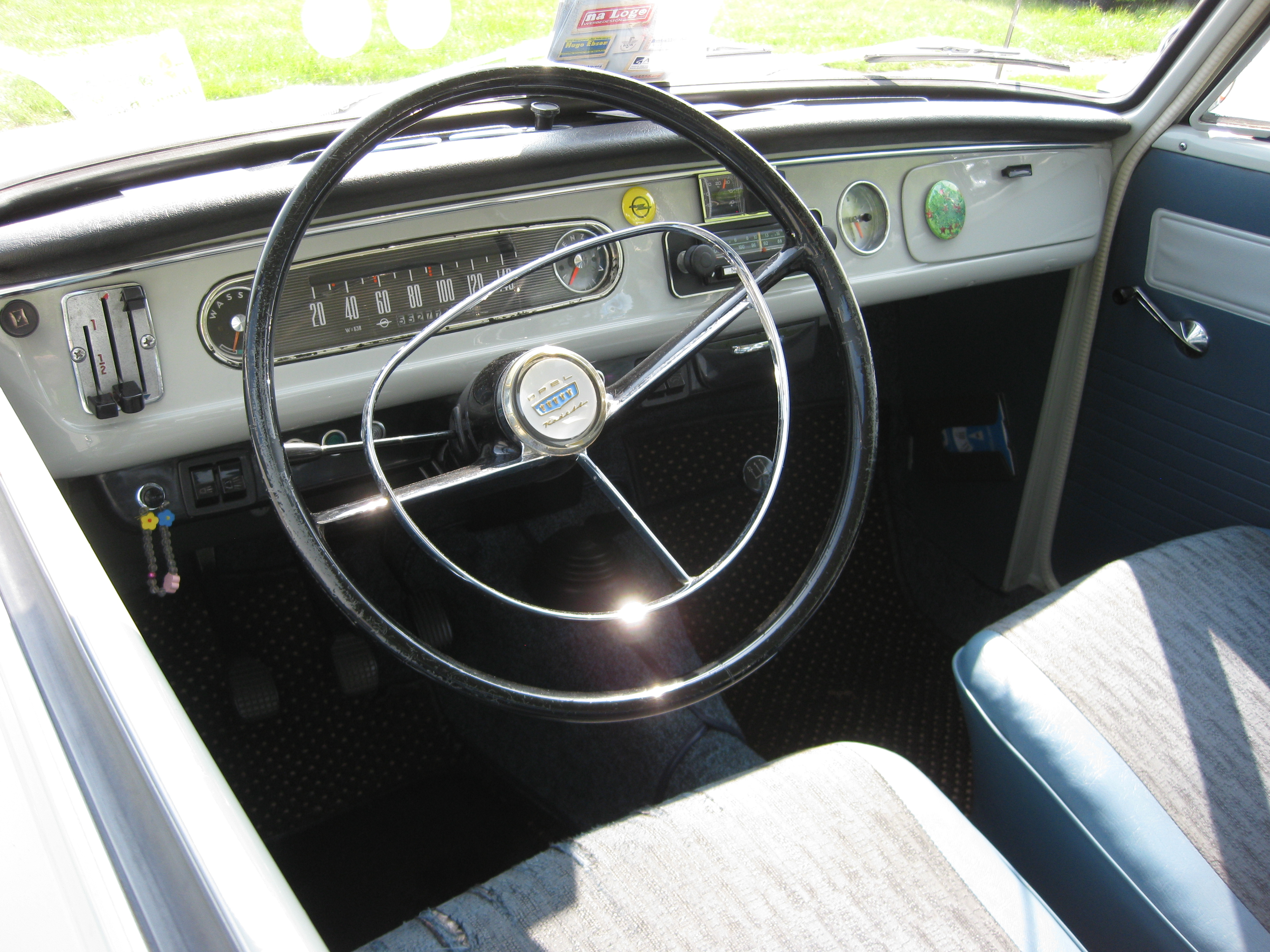
Armaturenbrett (in Caravan Standard)

### Motor
Der 96 kg schwere 1,0-Liter-Motor des Kadett A war der erste nach dem Krieg bei Opel völlig neu entworfene Motor. Der längs eingebaute Kurzhuber mit hängenden Ventilen und einer Leistung von 40 PS (29 kW) bei 5000/min unterschied sich grundlegend von den anderen Vierzylindern des Unternehmens, die noch auf dem ab 1937 im Opel Olympia verwendeten Motor basierten. Er bot bessere Fahrleistungen und einen niedrigeren Verbrauch als der VW Käfer. Des Weiteren hatte der Kadett durch die Wasserkühlung eine wirksamere Heizung.
Anstelle von Stirnrädern trieb eine Einfach-Rollenkette mit hydraulischem Spanner die seitlich hoch liegende Nockenwelle an. Der leichte Ventiltrieb aus Blechkipphebeln und hohlen Stoßstangen erlaubte hohe Drehzahlen – über 6000 min−1 waren möglich. Die geschmiedete Kurbelwelle war dreifach gelagert. Die Kolben aus einer Aluminiumlegierung waren mit Bimetall-Dehnstreifen (Autothermik) versehen, um die Wärmeausdehnung zu kontrollieren. Der einfach gegabelte Ansaugkrümmer war aus Leichtmetall und saß oben auf dem Zylinderkopf. Der 40-PS-Motor (29 kW) konnte mit Normalbenzin (90 Oktan) betrieben werden.
Das Coupé hatte serienmäßig den auf eine Leistung von 48 PS (35 kW) gesteigerten 1,0-„S“-Motor, der ab September 1963 auch für die anderen Karosserievarianten als Kadett „Super“ erhältlich war. Die um zwanzig Prozent höhere Leistung wurde mit einem geänderten Ansaugkrümmer, einer anderen Kolben- und Nockenwellenausführung sowie einem höheren Verdichtungsverhältnis erreicht. Daher benötigten die „S“-Motoren auch Superkraftstoff mit 98 Oktan.
Anders als die Karosserie galt der neue Motor des Kadett als sehr zuverlässig. Er wurde von Opel mit einem bis auf 1,2 Liter vergrößerten Hubraum und mehreren Leistungssteigerungen bis Anfang der 1990er-Jahre in verschiedenen Modellen verwendet.

### Kraftübertragung und Fahrwerk
Das Schaltgetriebe war „vollsynchronisiert“, das heißt einschließlich des ersten Ganges. Die Synchronringe mit Sperrklinken bewirkten die „Sperrsynchronisierung“: der Gang konnte erst eingelegt werden, wenn Zahnrad und Schaltmuffe gleiche Drehzahl hatten. Das so „voll- und sperrsynchronisierte“ Vierganggetriebe wurde über einen langen Mittelschalthebel („Knüppelschaltung“) betätigt.
Nicht zuletzt, um eine rationelle und kostengünstige Fertigung zu erzielen, wurde beim Kadett erneut auf das konventionelle Konzept des Frontmotors mit Hinterradantrieb über eine Starrachse zurückgegriffen. Die Zentralgelenkachse genannte Hinterachse war jedoch neu entwickelt: Das Differentialgehäuse der Hinterachse hatte einen nach vorn gerichteten Ausleger, der den Zweiblattfedern die Übertragung der Brems- und Antriebsmomente abnahm. Die Kardanwelle konnte direkt an das Zentralgelenk angeschlossen werden, ohne weitere Gelenke. Dadurch verringerte sich auch der Platzbedarf des Kardantunnels in der Fahrgastzelle. Die Vorderräder waren ebenfalls blattgefedert und an ungleich langen doppelten Querlenkern einzeln aufgehängt. Die querliegende Feder bezeichnete Opel als „Weitspalt-Halbfeder“. Sie war an zwei Punkten gelagert und diente so auch als Stabilisator. Die Bremsanlage mit hydraulisch betätigten Trommelbremsen vorne und hinten erzeugte auch ohne Bremskraftverstärker ausreichende Bremsverzögerung bei geringen Pedalkräften. Der Renault 8 hatte zu dieser Zeit allerdings schon rundum Scheibenbremsen.

## Produktionszahlen
Der Kadett A lief während seiner relativ kurzen Produktionszeit von Juni 1962 bis August 1965 in insgesamt 649.512 Exemplaren vom Band. Darin enthalten sind die CKD-Bausätze, die ab 1963 in den GM-Werken in Südafrika, Dänemark, Belgien, Portugal, Uruguay, Peru und Venezuela montiert wurden.

## USA-Export
Ab Februar 1964 bis Herbst 1965 wurde der Kadett A auch in die USA exportiert, wo er über etwa 500 Buick-Händler verkauft wurde. Im Programm standen die zweitürige Limousine und der Caravan (1,0 Liter, 46 SAE-Brutto-PS/34 kW) und das hier Sports Coupe genannte Coupé (1,0 Liter, 54 SAE-Brutto-PS/40 kW).

## Technische Daten
| Motor                                 | Vierzylinder-Reihenmotor (Viertakt-Ottomotor) | Vierzylinder-Reihenmotor (Viertakt-Ottomotor) | | | | | |
| Hubraum                               | 993 cm³ | 993 cm³ | | | | | |
| Bohrung × Hub                         | 72 × 61 mm | 72 × 61 mm | | | | | |
| Leistung bei 1/min                    | 29 kW (40 PS) bei 5000 | 35 kW (48 PS) bei 5400 | | | | | |
| Max. Drehmoment bei 1/min             | 70,6 Nm (7,2 mkp) bei 2200 | 70,6 Nm (7,2 mkp) bei 2800 | | | | | |
| Verdichtung                           | 7,8 : 1 | 8,8 : 1 | | | | | |
| Gemischaufbereitung                   | ein Opel-Fallstromvergaser (Lizenz Carter) mit Beschleunigungspumpe und Ansaugluftvorwärmung                                                     | ein Opel-Fallstromvergaser (Lizenz Carter) mit Beschleunigungspumpe und Ansaugluftvorwärmung                                                     | | | | | |
| Ventilsteuerung                       | OHV (hängende Ventile), Blechkipphebel, seitliche Nockenwelle mit Antrieb über Einfach-Rollenkette                                               | OHV (hängende Ventile), Blechkipphebel, seitliche Nockenwelle mit Antrieb über Einfach-Rollenkette                                               | | | | | |
| Kühlung                               | Wasserkühlung | Wasserkühlung | | | | | |
| Getriebe                              | vollsynchronisiertes Viergang-Schaltgetriebe, Mittelschalthebel („Knüppelschaltung“)                                                             | vollsynchronisiertes Viergang-Schaltgetriebe, Mittelschalthebel („Knüppelschaltung“)                                                             | | | | | |
| Lenkung                               | Zahnstangenlenkung | Zahnstangenlenkung | | | | | |
| Radaufhängung vorn                    | Einzelradaufhängung an doppelten, ungleich langen Querlenkern, dreilagige Blattfeder (Weitspalt-Halbfeder), Teleskopstoßdämpfer                  | Einzelradaufhängung an doppelten, ungleich langen Querlenkern, dreilagige Blattfeder (Weitspalt-Halbfeder), Teleskopstoßdämpfer                  | | | | | |
| Radaufhängung hinten                  | starre (Zentralgelenkachse) an Achsdeichsel und semielliptischen Blattfedern (Limousine und Coupé zwei-, Caravan dreilagig), Teleskopstoßdämpfer | starre (Zentralgelenkachse) an Achsdeichsel und semielliptischen Blattfedern (Limousine und Coupé zwei-, Caravan dreilagig), Teleskopstoßdämpfer | starre (Zentralgelenkachse) an Achsdeichsel und semielliptischen Blattfedern (Limousine und Coupé zwei-, Caravan dreilagig), Teleskopstoßdämpfer | starre (Zentralgelenkachse) an Achsdeichsel und semielliptischen Blattfedern (Limousine und Coupé zwei-, Caravan dreilagig), Teleskopstoßdämpfer | starre (Zentralgelenkachse) an Achsdeichsel und semielliptischen Blattfedern (Limousine und Coupé zwei-, Caravan dreilagig), Teleskopstoßdämpfer | starre (Zentralgelenkachse) an Achsdeichsel und semielliptischen Blattfedern (Limousine und Coupé zwei-, Caravan dreilagig), Teleskopstoßdämpfer | starre (Zentralgelenkachse) an Achsdeichsel und semielliptischen Blattfedern (Limousine und Coupé zwei-, Caravan dreilagig), Teleskopstoßdämpfer |
| Karosserie                            | Stahlblech, selbsttragend, Tankinhalt 33 Liter                                                                                                   | Stahlblech, selbsttragend, Tankinhalt 33 Liter                                                                                                   | | | | | |
| Spurweite vorn/hinten                 | 1200/1205 mm | 1200/1205 mm | | | | | |
| Radstand                              | 2325 mm | 2325 mm | | | | | |
| Länge                                 | 3923 mm (L und Coupè: 3990 mm) | 3923 mm (L und Coupè: 3990 mm) | | | | | |
| Leergewicht                           | 670–720 kg | 670–720 kg | | | | | |
| Höchstgeschwindigkeit                 | 120 km/h | 135 km/h | | | | | |
| 0–100 km/h                            | 28 s | 19 s | | | | | |
| Verbrauch in Liter/100 km (Limousine) | 7,5–10 (Normalbenzin 90 Oktan) | 7,5–9,5 (Superbenzin 98 Oktan) | | | | | |

## Produktionszahlen Kadett A
Zwischen 1962 und 1965 wurden 649.512 Kadett A hergestellt.
| Jahr    | 1962   | 1963    | 1964    | 1965    | Summe   |
| ------- | ------ | ------- | ------- | ------- | ------- |
| Kadett  | 14.142 | 177.443 | 212.998 | 118.313 | 522.896 |
| Caravan |        | 31.685  | 61.372  | 33.559  | 126.616 |
| Summe   | 14.142 | 209.128 | 274.370 | 151.872 | 649.512 |